# いしいすぐる
いしい すぐる（1986年11月6日 - ）は、愛知県名古屋市北区出身。元子役。本名は石井 卓（読み方は同じ）。血液型はAB型。

## 概要
1992年、「北の国から～92巣立ち～」の井関大介役でデビューし、一躍注目を浴びる。その後多数のドラマ、CMに出演。わんぱく坊主、ひ弱な小学生、無愛想で小生意気な餓鬼など多彩な役柄を演じた。坊主頭だったことから、えなりかずきとよく間違えられていた。

## 出演

### テレビドラマ
- 北の国から～92巣立ち～（1992年5月22日・23日、フジテレビ） - 井関大介 役 ※デビュー作
- 往診ドクター事件カルテ 全11回（1992年10月 -12月、ABC（朝日放送）制作・テレビ朝日系） - 小野寺陽介 役（レギュラー）
- 並木家の人々 全11回（1993年1月 - 3月、フジテレビ） - 並木大介 役（レギュラー）
- セールスレディは何を見た 第11話「わが子が家出! 新たなる旅立ち」（1993年、テレビ朝日）
- 愛の劇場「ママじゃないってば!」（1994年1月 - 2月） - 新庄伸一 役（レギュラー）
- 金曜時代劇「大江戸風雲伝」 全15回（1994年4月 - 7月、） - 芳坊 役（レギュラー）
- ねじれた記憶（1994年5月1日、IBC岩手放送、TBS）
- 毎度ゴメンなさぁい 全12回（1994年7月 - 9月、TBS） - 伊丹勇 役（レギュラー）
- おれはO型・牡羊座 全12回（1994年10月 - 12月、日本テレビ） - 津山大賀 役（レギュラー）
- 毎度おジャマしまぁす 全12回（1995年4月 - 6月、TBS） - 沢野秋穂 役（レギュラー）
- NHK大河ドラマ「八代将軍吉宗」（1995年1月 - 12月） - 徳川家治 役（レギュラー）
- 花嫁は16才! 全10回（1995年10月 - 12月、テレビ朝日） - 立花拓実 役（レギュラー）
- ドラマ新銀河「拝啓自治会長殿」（1995年11月 - 12月、NHK）
- 木曜の怪談「怪奇倶楽部～小学生編～」 第8話（1995年12月、フジテレビ） - おら（ざしきわらし） 役
- 木曜の怪談「怪奇倶楽部～中学生編～」 第13話（1996年2月、フジテレビ） - おら（ざしきわらし） 役
- TBS開局45周年記念特別企画「永遠の千秋楽・涙と感動の2500日」（1996年4月5日）
- 土曜ワイド劇場特別企画「誘拐された夏」（1996年8月10日） - 鯉渕竜太 役（準主役）
- SMAP新春ドラマスペシャル「僕が僕であるために」（1997年1月3日、フジテレビ）
- NHK大河ドラマ「毛利元就」（1997年1月 - 12月） - 相合元綱 役（レギュラー）
- せいぎのみかた（1997年4月、読売テレビ、日本テレビ） - 坂本淳平（幼少） 役
- 誰かが扉を叩いている 全4回（1997年7月、日本テレビ） - レギュラー
- 愛の劇場「WHO!?」 全40回（1997年9月 - 11月、TBS） - 大福芳郎 役（レギュラー）
- 坊さんがゆく 全3回（1997年10月、NHKハイビジョン） - 柴山悟 役（レギュラー）
- 土曜グランド劇場「三姉妹探偵団」（1998年3月､読売テレビ/日本テレビ） - 石垣秀哉 役
- 愛と感動の特別ドラマ「麻意ちゃん､やさしさをありがとう」（1998年9月､TBS）
- はみだし刑事情熱系PartⅢ 第10話（1998年12月9日、テレビ朝日） - 浜島太郎 役
- 蒼天の夢（2000年､NHK） - 杉敬三郎 役
- 金曜エンタテイメント「浅見光彦シリーズ10 イーハトーブの幽霊」（2000年、フジテレビ）

### 映画
- 日韓合作映画「純愛譜」（2000年） - ゆうすけ 役

### ラジオドラマ
- 秋の声（1995年10月28日、NHK-FM） - 昭 役
- マスオさんになれなかった男（1996年3月8日）

### CM
- こくまろカレー（1998年 - 、ハウス食品）

| スタブアイコン | サブスタブ | この項目は、まだ閲覧者の調べものの参照としては役立たない、俳優（男優・女優）に関連した書きかけの項目です。この項目を加筆・訂正などしてくださる協力者を求めています（P:映画/PJ芸能人）。 |